# Opius petiolaris
Opius petiolaris är en stekelart som beskrevs av Fischer 1965. Opius petiolaris ingår i släktet Opius och familjen bracksteklar. Inga underarter finns listade i Catalogue of Life.